# Підлопатки
Підлопатки (рос. Подлопатки) — село Мухоршибірського району, Бурятії Росії. Входить до складу Сільського поселення Підлопатинського.
Населення —  1006 осіб (2015 рік). 